# Ivan Ćirka
Ivan Ćirka (serbisch-kyrillisch Иван Ћирка; * 3. Juli 1977 in Pančevo, Jugoslawien, heute Serbien) ist ein ehemaliger serbischer Fußballspieler. Er verbrachte die meiste Zeit seiner Profilaufbahn bei Hajduk Kula. Dort spielte er insgesamt 6 Jahre und absolvierte insgesamt 126 Spiele für den Verein. Er stand auch eine kurze Zeit bei OFK Belgrad unter Vertrag.